# 토마시 하나크

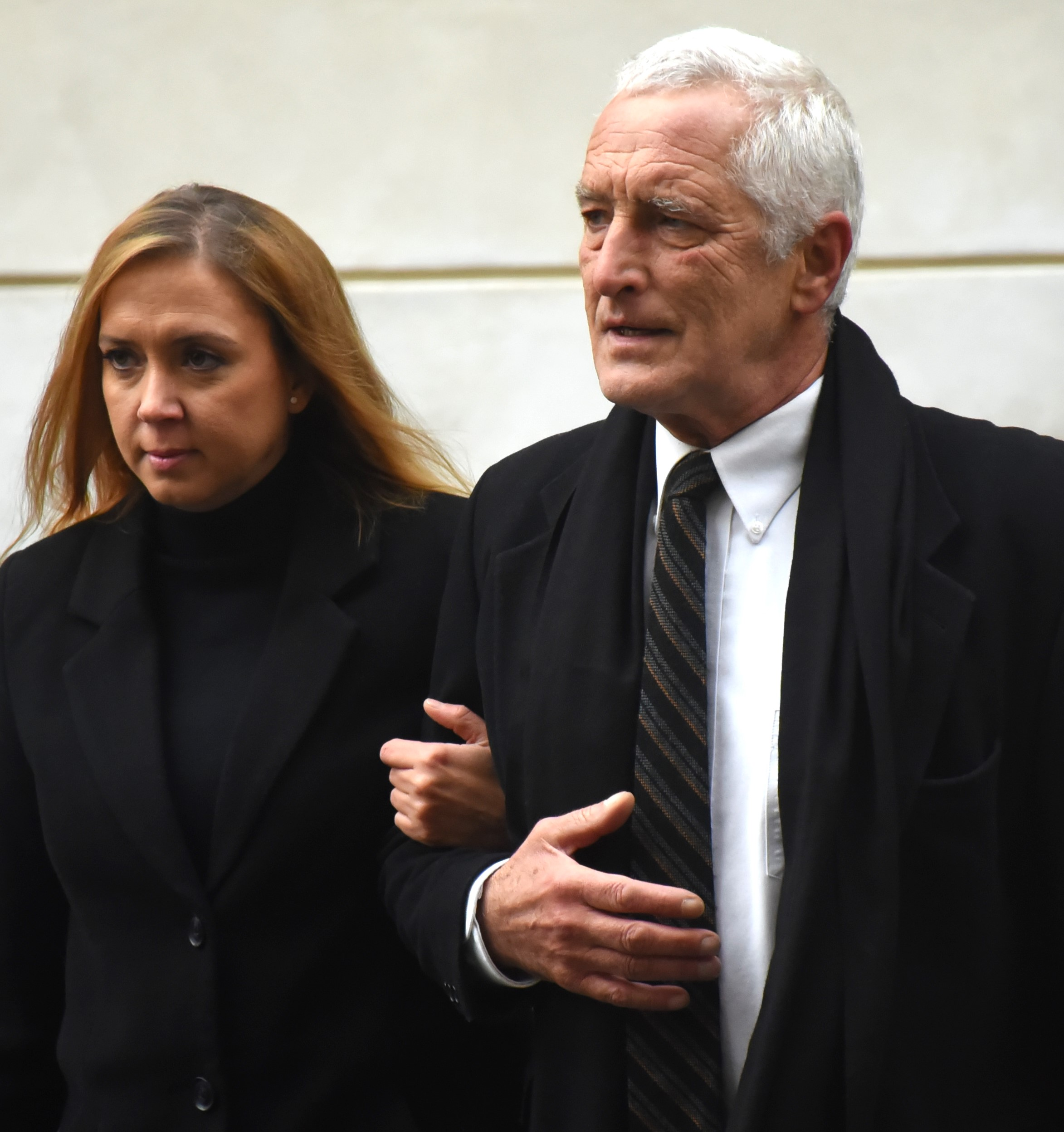

토마시 하나크(체코어: Tomáš Hanák, 1957년 3월 27일 ~ )는 체코의 배우이다.
크렘니차에서 태어났다.

## 영화
- 키드냅핑 (2017년)
- 투 더 우즈 (2012년)
- 그라피티 (2007년)
- 그림 형제 - 마르바덴 숲의 전설 (2005년)
- 오테사넥 (2000년)
- 올가미 (1998년)
- 쌩스 포 에브리 뉴 모닝 (1994년)
- 불멸의 연인 (1994년)
- 프라하 파이브 (1989년)